# Olympische Sommerspiele 1924/Schwimmen – 100 m Freistil (Männer)
Der Schwimmwettkampf über 100 Meter Freistil der Männer bei den Olympischen Spielen 1924 in Paris wurde vom 19. bis 20. Juli ausgetragen. Alle Medaillengewinner kamen aus den Vereinigten Staaten.

## Rekorde
Vor Beginn der Olympischen Spiele waren folgende Rekorde gültig.
| Weltrekord         | 57,4 s     | Johnny Weissmüller | Miami, Vereinigte Staaten | 17. Februar 1924 |
| Olympischer Rekord | 1:00,4 min | Duke Kahanamoku    | Antwerpen, Belgien        | 24. August 1920  |

Folgende neue Rekorde wurden aufgestellt:
| Olympischer Rekord | 59,0 s | Johnny Weissmüller | Finale |

## Ergebnisse

### Viertelfinale
Die zwei ersten Athleten eines jeden Laufs sowie die der zeitschnellste Athlet aller Läufe qualifizierten sich für das Halbfinale.
Lauf 1
| Rang | Athlet          | Nation             | Zeit       | Anm. |
| ---- | --------------- | ------------------ | ---------- | ---- |
| 1    | Orvar Trolle    | Schweden           | 1:04,2 min | Q    |
| 2    | Duke Kahanamoku | Vereinigte Staaten | 1:04,2 min | Q    |
| 3    | Kazuo Onoda     | Japan              | 1:05,4 min |      |
| 4    | Charlie Baillie | Großbritannien     | 1:08,2 min |      |
| 5    | Vlado Smokvina  | Jugoslawien        | 1:11,6 min |      |

Lauf 2
| Rang | Athlet             | Nation             | Zeit       | Anm. |
| ---- | ------------------ | ------------------ | ---------- | ---- |
| 1    | Samuel Kahanamoku  | Vereinigte Staaten | 1:03,2 min | Q    |
| 2    | Ernest Henry       | Australien         | 1:03,8 min | Q    |
| 3    | Torahiko Miyahata  | Japan              | 1:04,2 min | q    |
| 4    | Henri Padou senior | Frankreich         | 1:05,0 min |      |
| 5    | Albert Dickin      | Großbritannien     | 1:06,0 min |      |
| 6    | Stanislav Bičák    | Tschechoslowakei   | 1:10,2 min |      |

Lauf 3
| Rang | Athlet           | Nation           | Zeit       | Anm. |
| ---- | ---------------- | ---------------- | ---------- | ---- |
| 1    | Clayton Bourne   | Kanada           | 1:06,2 min | Q    |
| 2    | Alberto Zorrilla | Argentinien      | 1:08,2 min | Q    |
| 3    | Viktor Legát     | Tschechoslowakei | 1:13,2 min |      |
| 4    | Charles Kopp     | Schweiz          | 1:15,0 min |      |

Lauf 4
| Rang | Athlet          | Nation      | Zeit       | Anm. |
| ---- | --------------- | ----------- | ---------- | ---- |
| 1    | Katsuo Takaishi | Japan       | 1:04,0 min | Q    |
| 2    | Ivan Stedman    | Australien  | 1:06,0 min | Q    |
| 3    | Georg Werner    | Schweden    | 1:07,0 min |      |
| 4    | Emil Zeibig     | Frankreich  | 1:08,0 min |      |
| 5    | Gé Dekker       | Niederlande | 1:11,8 min |      |

Lauf 5
| Rang | Athlet              | Nation             | Zeit       | Anm. |
| ---- | ------------------- | ------------------ | ---------- | ---- |
| 1    | Johnny Weissmüller  | Vereinigte Staaten | 1:03,8 min | Q    |
| 2    | Harold Pycock       | Großbritannien     | 1:05,2 min | Q    |
| 3    | Édouard Vanzeveren  | Frankreich         | 1:06,8 min |      |
| 4    | Moss Christie       | Australien         | 1:07,2 min |      |
| 5    | José Manuel Pinillo | Spanien            | 1:14,2 min |      |

Lauf 6
| Rang | Athlet                 | Nation           | Zeit       | Anm. |
| ---- | ---------------------- | ---------------- | ---------- | ---- |
| 1    | Arne Borg              | Schweden         | 1:05,4 min | Q    |
| 2    | István Bárány          | Ungarn           | 1:08,4 min | Q    |
| 3    | Július Balász          | Tschechoslowakei | 1:11,8 min |      |
| 4    | Dionysios Vasilopoulos | Griechenland     | 1:12,0 min |      |
| 5    | Pieter Jacobszoon      | Niederlande      | 1:12,2 min |      |

### Halbfinale
Die ersten zwei Athleten eines jeden Laufs und der schnellste Dritte qualifizierten sich für das Finale.
Halbfinale 1
| Rang | Athlet            | Nation             | Zeit       | Anm. |
| ---- | ----------------- | ------------------ | ---------- | ---- |
| 1    | Duke Kahanamoku   | Vereinigte Staaten | 1:01,6 min | Q    |
| 2    | Samuel Kahanamoku | Vereinigte Staaten | 1:02,2 min | Q    |
| 3    | Katsuo Takaishi   | Japan              | 1:02,4 min | q    |
| 4    | Orvar Trolle      | Schweden           | 1:02,6 min |      |
| 5    | Clayton Bourne    | Kanada             | 1:06,0 min |      |
| 6    | István Bárány     | Ungarn             | 1:08,0 min |      |
| —    | Torahiko Miyahata | Japan              | DNS        |      |

Halbfinale 2
| Rang | Athlet             | Nation             | Zeit       | Anm. |
| ---- | ------------------ | ------------------ | ---------- | ---- |
| 1    | Johnny Weissmuller | Vereinigte Staaten | 1:00,8 min | Q    |
| 2    | Arne Borg          | Schweden           | 1:02,6 min | Q    |
| 3    | Ernest Henry       | Australien         | 1:03,0 min |      |
| 4    | Harold Pycock      | Großbritannien     | 1:05,0 min |      |
| 5    | Ivan Stedman       | Australien         | 1:06,0 min |      |
| 6    | Alberto Zorrilla   | Argentinien        | 1:07,6 min |      |

### Finale
Am 20. Juli 1924
| Rang | Athlet             | Nation             | Zeit       | Anm. |
| ---- | ------------------ | ------------------ | ---------- | ---- |
| 1    | Johnny Weissmüller | Vereinigte Staaten | 59,0 s     | OR   |
| 2    | Duke Kahanamoku    | Vereinigte Staaten | 1:01,4 min |      |
| 3    | Samuel Kahanamoku  | Vereinigte Staaten | 1:01,8 min |      |
| 4    | Arne Borg          | Schweden           | 1:02,0 min |      |
| 5    | Katsuo Takaishi    | Japan              | 1:03,0 min |      |